# David Bowie Is
David Bowie Is was een reizende museumtentoonstelling over de Britse muzikant David Bowie. De tentoonstelling opende op 23 maart 2013 in het Victoria and Albert Museum in Londen en deed wereldwijd twaalf verschillende locaties aan, waaronder het Nederlandse Groninger Museum. Op 15 juli 2018 sloot de tentoonstelling in het Brooklyn Museum in New York. Na de sluiting werd er een virtuele versie van de tentoonstelling ontwikkeld.

## Geschiedenis

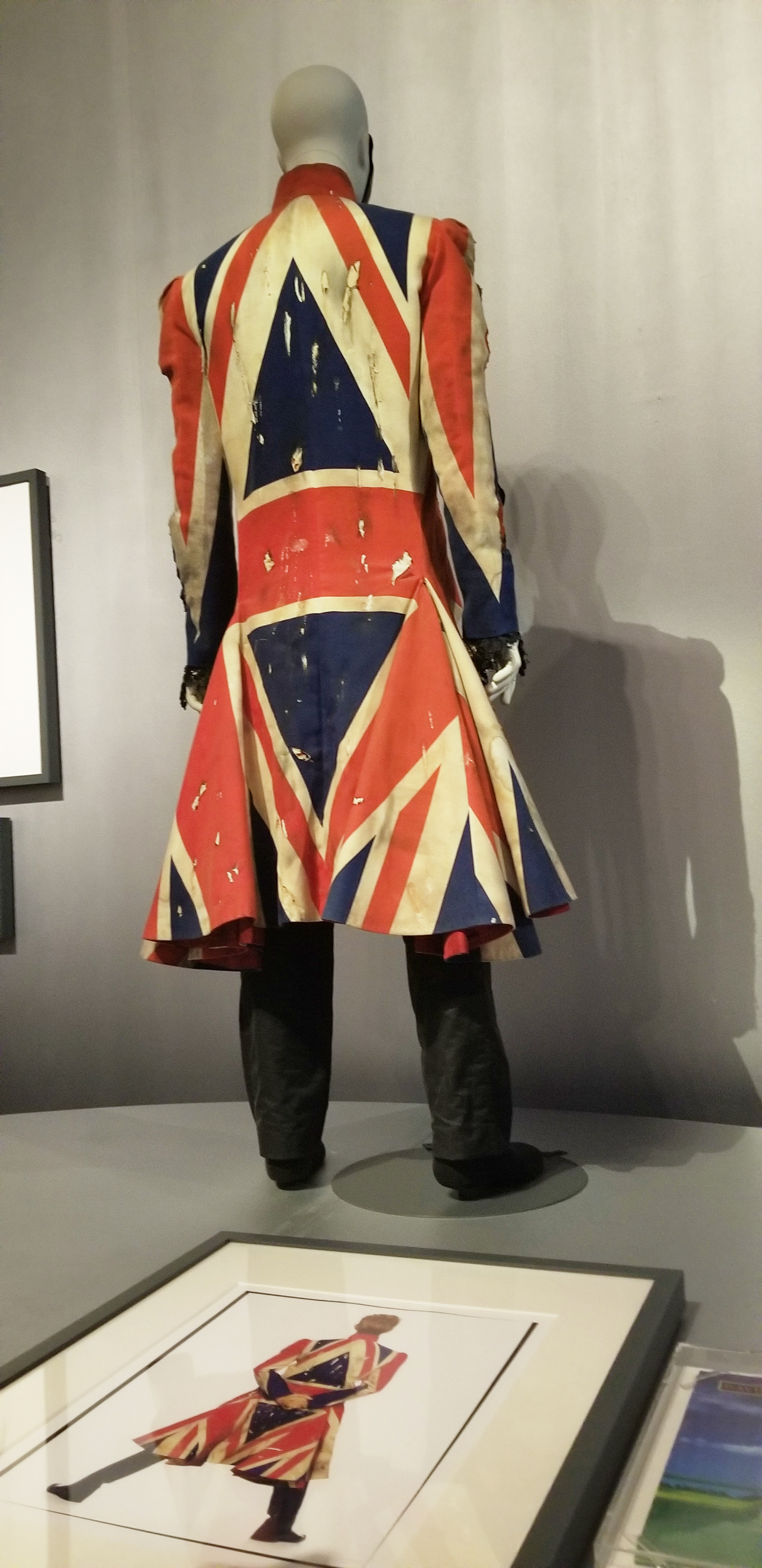
De Union Jack-jas die Bowie op de hoes van het album Earthling droeg tijdens de tentoonstelling David Bowie Is in 2018.

Aan het eind van 2010 nam een archivist van Bowie contact op met het Victoria and Albert Museum (V&A) met de vraag of zij geïnteresseerd zouden zijn in een tentoonstelling over de artiest. Bowie had een privéverzameling van bijna 75.000 stukken met allerlei items uit zijn carrière. Hij gaf de samenstellers van het museum vrije toegang tot zijn collectie, alhoewel hij zelf niet betrokken was bij de samenstelling van de show. De samenstellers konden vrijwel alle items tentoonstellen die zij wilden, met uitzondering van stukken die vermist waren, zoals de jurk die Bowie droeg op de hoes van zijn album The Man Who Sold the World. Het werd de best bezochte tentoonstelling van het museum tot dan toe, met meer dan 300.000 bezoekers.
Vanwege het succes van David Bowie Is werd er besloten om er een reizende tentoonstelling van te maken. Er werden wereldwijd twaalf musea aangedaan. Bowie wilde zelf dat de tentoonstelling in het Brooklyn Museum in New York werd afgesloten. Na het overlijden van Bowie in januari 2016 werd er overwogen om de tentoonstelling af te gelasten, maar deze plannen gingen niet door. De show, die op dat moment in het Groninger Museum in Nederland was, was vanwege zijn overlijden vier weken langer op deze locatie te zien dan gepland.

## Inhoud
In de tentoonstelling waren normaal gesproken vijfhonderd objecten te zien, waaronder meer dan zestig tijdens optredens gedragen kostuums, handgeschreven teksten, en olieschilderijen van Bowie. De tentoonstelling was georganiseerd op thema in plaats van op chronologische volgorde. Er waren outfits die waren ontworpen door Alexander McQueen, Hedi Slimane, Issey Miyake, Vivienne Westwood en Kansai Yamamoto. Er waren meer dan vijftig videofragmenten aanwezig, waaronder tv-optredens, videoclips en beelden die tijdens concerten waren opgenomen.
Op sommige locaties werden items tentoongesteld die Bowie's connectie met dit gebied lieten zien. Zo waren er in New York, waar hij enige tijd woonachtig was, decorstukken uit de Broadway-musical The Elephant Man te zien; Bowie speelde hierin een van de hoofdrollen. In Berlijn waren er stukken uit de tweede helft van de jaren '70, toen hij in de stad woonde, te zien, en in Tokio werden stukken van Kansai Yamamoto uitgelicht.

## Virtueel
David Bowie Is beleefde op 15 juli 2018 zijn laatste openingsdag in het Brooklyn Museum in New York. Een dag later werd aangekondigd dat er een augmented reality-applicatie zou worden ontwikkeld met een virtuele versie van de tentoonstelling. Deze app werd op 8 januari 2019 gelanceerd op wat de 72e verjaardag van Bowie zou zijn geweest. Met de app kunnen bezoekers virtueel toegang krijgen tot de tentoonstelling, die een groot aantal items bevat die niet in de oorspronkelijke show te zien waren. Acteur Gary Oldman, lange tijd een vriend van Bowie, sprak in deze app de voice-over in.

## Locaties
| Locatie                                           | Data                             |
| ------------------------------------------------- | -------------------------------- |
| Victoria and Albert Museum, Londen                | 23 maart-11 augustus 2013        |
| Art Gallery of Ontario, Toronto                   | 25 september-29 november 2013    |
| Museu da Imagem e do Som de São Paulo, São Paulo  | 31 januari-20 april 2014         |
| Martin-Gropius-Bau, Berlijn                       | 20 mei-24 augustus 2014          |
| Museum of Contemporary Art, Chicago               | 23 september 2014-4 januari 2015 |
| Philharmonie de Paris, Parijs                     | 2 maart-31 mei 2015              |
| Australian Centre for the Moving Image, Melbourne | 16 juli-1 november 2015          |
| Groninger Museum, Groningen                       | 11 december 2015-10 april 2016*  |
| Museo d'Arte Moderna di Bologna, Bologna          | 14 juli-13 november 2016         |
| Warehouse Terrada G1 Building, Tokio              | 8 januari-9 april 2017           |
| Museu del Disseny de Barcelona, Barcelona         | 25 mei-15 oktober 2017           |
| Brooklyn Museum, New York                         | 2 maart-15 juli 2018             |

* De tentoonstelling zou in Groningen tot 13 maart 2016 aanwezig zijn, maar deze werd met vier weken verlengd vanwege het overlijden van Bowie.